# Kristofer Hedlund
Kristofer Hedlund, född 14 april 1988, är en svensk fotbollsmålvakt.

## Karriär
Hedlunds moderklubb är Assyriska FF. I juli 2008 lånades han ut till division 2-klubben Eskilstuna City. Hedlund spelade sex matcher för Assyriska i Superettan under säsongerna 2010, 2011 och 2012. Därefter skrev han på för Karlstad BK. I oktober 2015 förlängde han sitt kontrakt med klubben över säsongen 2016, senare har det förlängts även över 2017 och 2018. Efter säsongen 2018 lämnade han klubben.